# Gauliga Osthannover 1943/44
Die Gauliga Osthannover 1943/44 war die erste Spielzeit der Gauliga Osthannover des Fachamtes Fußball. Sie entstand als einer der Nachfolger der Gauliga Niedersachsen neben der Gauliga Südhannover-Braunschweig und der Gauliga Weser-Ems, jedoch erst ein Jahr später. Der Wehrmacht-Sportverein Celle, der MSV Lüneburg und Bremerhaven 93 entstammten bei der Gründung der Liga aus den anderen Gauligen, die restlichen Teilnehmer kamen aus der zweitklassigen Bezirksliga. Die Gauliga Osthannover wurde in dieser Saison mit acht Mannschaften im Rundenturnier ausgespielt. Die Gaumeisterschaft sicherte sich der WSV Nebeltruppe Celle und qualifizierte sich dadurch für die deutsche Fußballmeisterschaft 1943/44. Dort schied der Verein aus Celle nach einer 0:4-Auswärtsniederlage gegen den späteren Finalisten LSV Hamburg bereits in der ersten Runde aus.

## Abschlusstabelle
| Pl. | Verein                      | Sp. | S  | U | N  | Tore    | Quote | Punkte |
| --- | --------------------------- | --- | -- | - | -- | ------- | ----- | ------ |
| 1.  | Wehrmacht-Sportverein Celle | 14  | 11 | 1 | 2  | 082:320 | 2,56  | 23:50  |
| 2.  | Cuxhavener SV               | 14  | 10 | 2 | 2  | 090:180 | 5,00  | 22:60  |
| 3.  | KSG Bremerhaven 93/Leher TS | 14  | 8  | 2 | 4  | 053:390 | 1,36  | 18:10  |
| 4.  | SC Sparta Bremerhaven       | 14  | 7  | 2 | 5  | 057:320 | 1,78  | 16:12  |
| 5.  | MSV Lüneburg                | 14  | 5  | 3 | 6  | 036:530 | 0,68  | 13:15  |
| 6.  | WKG VW Stadt des KdF-Wagens | 14  | 5  | 1 | 8  | 039:550 | 0,71  | 11:17  |
| 7.  | Geestemünder SC             | 14  | 2  | 2 | 10 | 030:740 | 0,41  | 06:22  |
| 8.  | WSG Verden                  | 14  | 1  | 1 | 12 | 018:102 | 0,18  | 03:25  |